# Le squelette joyeux
Le squelette joyeux je francouzský němý film z roku 1898. Režisérem a producentem je Louis Lumière (1864–1948). Film trvá zhruba 50 sekund.

## Děj
Kostlivci nejprve padá ruka, poté noha a nakonec padá na zem celé jeho tělo. Jednotlivé části jeho těla se začnou hýbat, ale potom se spojí a kostlivec vstane. Kostlivec poskakuje a od těla se mu oddělují hlava a žebra. Kotlivec na závěr odtancuje pryč ze scény.